# In Quest of the Miracle Stag: The Poetry of Hungary
Az In Quest of the Miracle Stag: The Poetry of Hungary a magyar költészet antológiája angol fordításban, Makkai Ádám USA-ban élt nyelvész, költő szerkesztésében.
Első kötete (alcíme: An Anthology of Hungarian Poetry from the 13th Century to the Present in English Translation – magyarul: A csodaszarvas nyomában. Magyar költők antológiája a 13. századtól a 20. századig angol nyelven, 1996, átdolgozott kiadás: 2000, ISBN 9638602422) a népköltészettől, majd a XIII. századtól kezdve a XX. század végéig öleli fel közel nyolcvan költő több mint 600 versét 1210 oldalon.
Második, 2006-ban megjelent kötete (alcíme: An Anthology of Hungarian Poetry from the Start of the 20th Century to the Present in English Translation) több mint száz  élő szerző műveiből válogatott, 1200 oldalon (ISBN 9632108140). Egyes versek több fordításban is szerepelnek, József Attila Születésnapomra c. művét például hat különböző fordító tolmácsolásában lehet elolvasni.
Az első kötetet illusztrációk, tanulmányok és ismertetők egészítik ki: a versek előtt alkotóik életútjának bemutatása, Arany János Rege a csodaszarvasról c. versének fordítása, rövid bevezető a magyar nyelvről, a Himnuszhoz az eredeti Erkel-kotta, egy értekezés a magyar verselésről (Gáldi László és Makkai Ádám tollából), valamint egy 80 oldalas tanulmány a magyar költészetről, amelyet Cs. Szabó László jegyez. Az első kötetet Buday György 25 fametszete illusztrálja, a második kötet grafikáit pedig Szász Endre és Barabás Márton készítette.
Makkai Ádám a szerkesztés mellett a költemények jelentős részének fordítását is végezte. Az első kötet összesen 98 fordítója közül rajta kívül Zollman Péter és Watson Kirkconnell emelhető ki, akiknek külön-külön 50-nél több vers fordítása köszönhető. A kötet előszavát Göncz Árpád írta, ajánlói között pedig többek közt Seamus Heaney Nobel-díjas ír költő is szerepel.

## Létrejötte
A kötetet a Gara László által szerkesztett és 1962-ben kiadott 501 oldalas antológia, az Anthologie de la poésie hongroise ihlette, amely a magyar költészetet mutatja be francia nyelven a szerkesztő által kidolgozott fordítási módszertan és fordítói műhely munkája nyomán. Ő javasolta eredetileg a Londonban élő Tábori Pálnak egy hasonló, angol nyelvű antológia összeállítását, aki Kabdebó Tamással összefogva nekilátott az előkészítésnek a kijelölt művek nyersfordításával és alkalmas költők felkutatásával. A későbbi szerkesztő, Makkai Ádám 1966 végén csatlakozott csapatukhoz. A közel száz költő többéves munkájának gyümölcse, amelyet Hágában terveztek kiadni a Mouton kiadónál, végül nem jelenhetett meg, ráadásul Tábori hirtelen elhunyt, így újra kellett gondolni a mű koncepcióját. Többek anyagi segítségével, valamint Roger W. Wescott és Paul Carroll amerikai költők jórészt egybehangzó javaslatai alapján némileg leszűkítették a kiadásra szánt anyagot. Kabdebó Tamás 1993-ban visszavonult a munkálatoktól, így a kötet első kiadása végül Makkai Ádám szerkesztésében látott napvilágot 1996-ban, majd – átdolgozott formában – 2000-ben, a második kötet pedig 2006-ban.

## A bemutatott alkotók

### Első kötet
Az I. kötetben szereplő versek szerzői (a fejezetcím utáni zárójeles adat az oldalszámot jelöli, a nevek utáni pedig a művek darabszámát):
1. Népköltészet (3–26.): 18 mű
2. Középkori költészet (29–51.): 6 mű, köztük a Halotti beszéd és az Ómagyar Mária-siralom, valamint Janus Pannonius 8 verse
3. A 16–17. század és a reformáció (55–123.): Vásárhelyi András (1), Batizi András (1), Apáti Ferenc (1), Erdősi Sylvester János (1), Tinódi Lantos Sebestyén (4), Szkhárosi Horvát András (3), Bornemisza Péter (1), Nyéki Vörös Mátyás (1), Balassi Bálint (11), Zrínyi Miklós (5), Gyöngyösi István (2), Petrőczy Kata Szidónia (2)
4. A 18. század névtelen kuruc és hazafias költészete (127–137) (6)
5. A magyar felvilágosodás költői (141–240.): Faludi Ferenc (3), Gvadányi József (1), Baróti Szabó Dávid (3), Barcsay Ábrahám (4), Bessenyei György (2), Virág Benedek (2), Kazinczy Ferenc (6), Pálóczi Horváth Ádám (2), Batsányi János (5), Kisfaludy Sándor (2), Csokonai Vitéz Mihály (11), Fazekas Mihály (2), Berzsenyi Dániel (11), Kisfaludy Károly (2), Kölcsey Ferenc (10), Katona József (1  – részletek a Bánk bánból)
6. A magyar romantika költői (243–445.): Vörösmarty Mihály (16), Bajza József (3), Garay János (2), Arany János (19), Tompa Mihály (5), Petőfi Sándor (32), Madách Imre (1 – részletek Az ember tragédiájából), Vajda János (7)
7. Klasszikus–modern magyar költészet (449–713.): Kiss József (4), Arany László (2), Reviczky Gyula (2), Ady Endre (35), Krúdy Gyula (1 – kivonatok műveiből), Kaffka Margit (2), Babits Mihály (13), Juhász Gyula (10), Kosztolányi Dezső (27), Tóth Árpád (11), Karinthy Frigyes (4), Áprily Lajos (9), Kassák Lajos (9), Füst Milán (10), Sík Sándor (2), Várnai Zseni (1), Mécs László (4), Erdélyi József (3), Sinka István (6), Mikes Margit (4), Sárközi György (7), Palasovszky Ödön (3)
8. A XX. században született klasszikus költők (717–1048.): Szabó Lőrinc (20), Illyés Gyula (13), József Attila (25), Dsida Jenő (6), Szabédi László (3), Hajnal Anna (7), Jankovich Ferenc (2), Radnóti Miklós (18), Vas István (16), Kálnoky László (9), Weöres Sándor (27), Jékely Zoltán (7), Pilinszky János (20), Nemes Nagy Ágnes (25), Nagy László (9), Szécsi Margit (8), Székely János (3), Páskándi Géza (3), Juhász Ferenc (1)

### Második kötet
A II. kötet szerzői közt Faludy Györgytől és Károlyi Amytól Határ Győzőn, Kányádi Sándoron keresztül Orbán János Dénesig több mint száz szerző közel ezer verse lelhető fel, köztük számos határon túli, így például Szlovákiából Tőzsér Árpád és Gál Sándor, Ukrajnából Balla D. Károly és Szepesi Attila, Szerbiából pedig Tolnai Ottó és Brasnyó István.
A szerzők jegyzéke (nevük után zárójelben jelölve, hogy hány versük fordítása olvasható a kötetben): Ágh István (12), András Sándor (10), Baka István (18), Bakucz József (6), Balla D. Károly (5), Balla Zsófia (8), Bari Károly (18), Bella István (11), Bertók László (3), Brasnyó István (6), Csiky Ágnes Mária (4), Csoóri Sándor (15), Csukás István (3), Dedinszky Erika (6), Devecseri Gábor (11), Dobai Péter (10), Eörsi István (10), Faludy György (18), Farkas Árpád (12), Fáy Ferenc (15), Ferencz Győző (10), Ferenczes István (7), Forrai Eszter (13), Gál Sándor (7), Garai Gábor (5), Gérecz Attila (7), Gergely Ágnes (9), Gömöri György (13), Görgey Gábor (12), Gutai Magda (5), Hárs Ernő (6), Határ Győző (17), Hervay Gizella (6), Horváth Elemér (5), Juhász Ferenc (7), Kabdebó Tamás (4), Kalász Márton (8), Kannás Alajos (1), Kántor Péter (7), Kányádi Sándor (23), Károlyi Amy (5), Kemenes Géfin László (7), Kibédi Varga Áron (18), Király László (8), Kiss Anna (7), Kocsis Gábor (12), Kodolányi Gyula (3), Kormos István (8), Kovács András Ferenc (9), Kukorelly Endre (7), Lackfi János (7), Lakatos István (3), Lászlóffy Aladár (8), Lászlóffy Csaba (7), Lator László (12), Makay Ida (11), Makkai Ádám (16), Markó Béla (8), Marsall László (6), Mesterházi Mónika (7), Mezei András (9), Mezey Katalin (6), Monoszlóy Dezső (11), Mózsi Ferenc (12), Nagy Gáspár (13), Oláh János (8), Oravecz Imre (19), Orbán János Dénes (6), Orbán Ottó (20), Pálinkás István (6), Pardi Anna (8), Péntek Imre (8), Petri György (17), Petőcz András (6), Petrőczi Éva (15), Pinczési Judit (7), Rába György (10), Rákos Sándor (11), Rakovszky Zsuzsa (10), Rónay György (4), Saáry Éva (4), Simándi Ágnes (8), Somlyó György (6), Sulyok Vince (7), Székely Magda (11), Szennay Ilona (6), Szepesi Attila (5), Szigeti Lajos (7), Szilágyi Domokos (5), Szőcs Géza (11), Szügyi Zoltán (5), Takács Zsuzsa (13), Tamási Lajos (1), Tandori Dezső (14), Térey János (3), Thinsz Géza (7), Tollas Tibor (7), Tolnai Ottó (9), Tornai József (16), Tóth Éva (7), Tóth Judit (12), Tőzsér Árpád (6), Turczi István (7), Turcsány Péter (3), Tűz Tamás (3), Utassy József (7), Várady Szabolcs (11), Veress Miklós (5), Vitéz György (8), Zalán Tibor (8)

## Az eddig kimaradt szerzőkről és művekről
A II. kötet bevezetője elismeri, hogy a fenti két kötetből számos jelentős szerző kimaradt. Minden olyan alkotót szerepeltetni kívántak, akiknek legalább három kötete megjelent, ám „Magyarországon több az egy főre eső költő, mint Ausztráliában a teniszező, Németországban a filozófus és az Egyesült Államokban a közgazdász összeadva és négyzetre emelve”. A szerkesztő e hiányosságot egy leendő későbbi kiadásban szeretné pótolni, név szerint említve az alábbiakat: Baránszky László, Benjámin László, Heltai Jenő, Képes Géza, Keresztury Dezső, Kuczka Péter, Ladányi Mihály, Márai Sándor, Nádasdy Ádám, Pákolitz István, Parancs János, Simon István, Tamkó Sirató Károly, Solymos Ida, Cs. Szabó László, Toldalagi Pál, Váci Mihály, Wass Albert, Zelk Zoltán. Más költők vagy nem publikáltak még legalább három kötetet, vagy nincs még elegendő versük átültetve angolra. Ez utóbbi kategóriában sorolja fel („többek közt” megjelöléssel) a következőket: Baranyi Ferenc, Bede Anna, Bikich Gábor, Fodor András, Géher István, Horváth Imre, Jánosy István, Jókai Anna, Jung Károly, Karafiáth Orsolya, Kárpáti Kamil, Kemény István, Kőrössi P. József, Ladik Katalin, Ladányi Mihály, László Noémi, Major-Zala Lajos, Máté Imre, Marno János, Nyilasy Balázs, Papp Árpád, Papp Tibor, Parti Nagy Lajos, Réczei Margit, Schein Gábor, Sumonyi Zoltán, Szakács Eszter, Szervác József, Takáts Gyula, Tóth Krisztina, Vörös István, Varró Dániel és Zend Róbert – s e számottevő lista még mindig súlyosan hiányos, ismeri el a szerkesztő. Az ezen túlmenő kihagyások – mint írja – saját elkerülhetetlen elfogultságát tükrözhetik.

## A fordítók jegyzéke
Az első kötet fordítói: Agnes Arany-Makkai, W. H. Auden, Anthony A. Barrett, John Bátki, Michael Beevor, Doreen Bell, Bruce Berlind, Edmund Blunden, W. Arthur Boggs, René Bonnerjea, George Borrow, Keith Bosley, Sir Maurice Bowra, John Brander, Christine Brooke-Rose, George Burrough, Tony Connor, George F. Cushing, Donald Davie, Alan Dixon, Anthony Edkins, Ila Egon, Gavin Ewart, István Fekete, G. S. Fraser, Jean Overton Fuller, John Fuller, Roy Fuller, László Gáldi, Emery George, George Gömöri, Thomas N. Hall, Peter Hargitai, H. H. Hart, Michael Hatwell, Earl M. Herrick, Daniel Hoffman, J. C. W. Horne, Yakov Hornstein, Ted Hughes, Marie B. Jaffe, Laurence James, Peter Jay, Alan Jenkins, Thomas Kabdebo, Júlia Kada, Robert C. Kenedy, Leslie A. Kery, Watson Kirkconnell, Michael Kitka, Mária Kőrösy, Aaron Kramer, Judith Kroll, Kunz Egon, Thomas Land, Joseph Leftwich, William N. Loew, John Lukacs, Iain MacLeod, Adam Makkai, Valerie Becker Makkai, Madeline Mason, Neville Masterman, Hugh Maxton, Kenneth McRobbie, Zita McRobbie, Matthew Mead, Edwin Morgan, Donald E. Morse, Károly Nagy, J. G. Nichols, Jeanette Nichols, Anton N. Nyerges, Zsuzsanna Ozsváth, Lydia Pasternak-Slater, Jess Perlman, Ena Roberts, John P. Sadler, Peter Sherwood, William Jay Smith, D. W. Snodgrass, Dermot Spence, George Szirtes, Paul Tabori, István Tótfalusi, Frederick Turner, James Turner, W. Price Turner, Godfrey Turton, Charles A. Wagner, John Wain, Suzanne K. Walther, Vernon Watkins, David Wevill, Kenneth White, John Wilkinson, Clive Wilmer, Peter Zollman

## Magyar kiadás
Az antológia magyar nyelvű változata is megjelent a Tinta Könyvkiadónál 2002-ben, 1008 oldalon (ISBN 9789639372375): A csodaszarvas nyomában – A legszebb ezer vers költészetünk nyolc évszázadából

## Külső hivatkozások
- A Tertia Kiadó honlapjáról:
  - Áttekintés
  - Tartalomjegyzék (benne több fejezet részlegesen elérhető)
  - Egyes kiemelt oldalak képe
- Részletek a könyvből (PDF-ek)
  - Az antológia eleje
  - Tartalomjegyzék és a fordítók jegyzéke oldalszámokkal; ugyanez egy másik példányban
  - A Weöres Sándorról szóló fejezet
  - Függelék
- A The Oxford Guide to Literature in English Translation c. kötetnek az angol nyelvű magyar irodalomra vonatkozó oldala (Google Books)
- Beszélgetés a szerkesztővel, Makkai Ádámmal Archiválva 2009. szeptember 23-i dátummal a Wayback Machine-ben (többek közt a kötetekről)
- Bollobás Enikő recenziója a két kötetről Archiválva 2022. március 8-i dátummal a Wayback Machine-ben (Magyar Napló, 2006. május, Könyvszemle, 44–46. o.)
- Kabdebó Tamás: A „hét évszázad”  – angoloknak? (Tiszatáj, 1995. június, pp. 64–74.)
- (angolul) Négy recenzió a kötetről (Hungarian Studies, 14/1, 2000, pp. 127–138) – Richard Aczel, Christof Scheele, Thomas E. Cooper, Mihály Szegedy-Maszák

### Más angol nyelvű magyar irodalmi antológiák
- The Lost Rider – A bilingual anthology. The Corvina Book of Hungarian Verse. Ötödik kiadás: Budapest, Corvina, 2007, ISBN 9789631356205 (432 oldal) [37 magyar költő 111 verse magyarul és angolul]. Válogatta és szerkesztette Dávidházi Péter, Ferencz Győző, Kúnos László, Várady Szabolcs és George Szirtes.
- The Audit is Done : A Taste of 20th Century Hungarian Poetry = Kész a leltár : Egy évszázad félszáz magyar verse angolul (magyarul és angolul). Válogatta és fordította Zollman Péter. Budapest, Új Világ Kiadó, Antonin Liehm Alapítvány, 2003. Europian Cultural Review, 14.
- The Colonnade of Teeth: Modern Hungarian Poetry. Szerk.: George Szirtes, George Gömöri. Bloodaxe Books, 1997, ISBN 9781852243319 (270 oldal)
- Old Hungarian literary reader: 11th-18th centuries. Szerk.: Klaniczay Tibor, Keith Bosley, Bertha Caster. Corvina Kiadó, 1985, ISBN 9789631318173 (303 oldal)